# РД-858
Двигун РД-858 — головний двигун блоку двигунів радянського місячного корабля, призначеного для м'якої посадки на поверхню Місяця, зльоту з поверхні Місяця і виведення місячного корабля на еліптичну орбіту штучного супутника Місяця.
Особливості двигуна:
- Висока надійність двигуна підтверджена автономними випробуваннями, а також роботою на орбіті;
- Ресурс роботи понад 4000 сек;
- Широкий діапазон регулювання тяги.
- В момент вимикання після посадки закривається доступ місячного пилу до двигуна.

Це автономний однокамерний дворежимний двигун дворазового включення з глибоким дроселюванням по тязі, з турбонасосною системою подачі самозаймистих компонентів палива, виконаний без допалювання генераторного газу.
При першому включенні (для посадки на поверхню Місяця) двигун працював на основному режимі і режимі глибокого дроселювання, при другому включенні (для зльоту) — тільки на основному режимі.
Робоче тіло турбіни — газ, що вироблявся у газогенераторі при згорянні основних компонентів палива. При запусках піростартери розкручували ротор ТНА.
Клапани входу при запусках відкривав газ, взятий з колектора піростартерів.
Управління клапанами здійснювалось тиском пального, що бралось на виході з насоса.
Вимкнення двигуна забезпечувалось системою управління за допомогою піроклапанів.
Двигун мав системи регулювання тяги і підтримки співвідношення компонентів палива.
Двигун був оснащений датчиками контролю роботи двигуна, які обмежували зміну тиску в камері згоряння на кожному з режимів роботи.